# Uranium-239
Uranium-239 of 239U is een radioactieve isotoop van uranium, een actinide. De isotoop komt van nature niet op Aarde voor.
Uranium-239 kan ontstaan door radioactief verval van protactinium-239.
{\displaystyle {\ce {{^{239}_{91}Pa}->{^{239}_{92}U}+{e^{-}}+{\bar {\nu }}_{e}}}}

## Radioactief verval
Uranium-239 vervalt door β−-verval naar de radioactieve isotoop neptunium-239:
{\displaystyle {\ce {{^{239}_{92}U}->{^{239}_{93}Np}+{e^{-}}+{\bar {\nu }}_{e}}}}
De halveringstijd bedraagt ongeveer 23,5 minuten.
215U · 216U · 217U · 218U · 219U · 220U · 221U · 222U · 223U · 224U · 225U · 226U · 227U · 228U · 229U · 230U · 231U · 232U · 233U · 234U · 234mU · 235U · 235mU · 236U · 236m1U · 236m2U · 237U · 238U · 238mU · 239U · 239m1U · 239m2U · 240U · 241U · 242U · 243U